# Sainte-Colombe (Roine)
Sainte-Colombe (també anomenat Sainte-Colombe-lès-Vienne) és un municipi francès situat al departament del Roine i a la regió d'Alvèrnia-Roine-Alps. L'any 2007 tenia 1.923 habitants.

## Demografia

### Població
El 2007 la població de fet de Sainte-Colombe-lès-Vienne era de 1.923 persones. Hi havia 883 famílies de les quals 350 eren unipersonals (143 homes vivint sols i 207 dones vivint soles), 242 parelles sense fills, 223 parelles amb fills i 68 famílies monoparentals amb fills.
La població ha evolucionat segons el següent gràfic:
Habitants censats

### Habitatges
El 2007 hi havia 990 habitatges, 897 eren l'habitatge principal de la família, 21 eren segones residències i 72 estaven desocupats. 286 eren cases i 700 eren apartaments. Dels 897 habitatges principals, 444 estaven ocupats pels seus propietaris, 438 estaven llogats i ocupats pels llogaters i 15 estaven cedits a títol gratuït; 37 tenien una cambra, 115 en tenien dues, 270 en tenien tres, 226 en tenien quatre i 249 en tenien cinc o més. 560 habitatges disposaven pel capbaix d'una plaça de pàrquing. A 491 habitatges hi havia un automòbil i a 286 n'hi havia dos o més.

### Piràmide de població
La piràmide de població per edats i sexe el 2009 era:
| Homes | Edats   | Dones |
| ----- | ------- | ----- |
| 4     | 95 o +  | 0     |
| 4     | 90 a 94 | 0     |
| 0     | 85 a 89 | 28    |
| 12    | 80 a 84 | 20    |
| 20    | 75 a 79 | 40    |
| 28    | 70 a 74 | 44    |
| 32    | 65 a 69 | 68    |
| 40    | 60 a 64 | 20    |
| 52    | 55 a 59 | 40    |
| 60    | 50 a 54 | 80    |
| 72    | 45 a 49 | 60    |
| 72    | 40 a 44 | 96    |
| 48    | 35 a 39 | 48    |
| 64    | 30 a 34 | 56    |
| 84    | 25 a 29 | 92    |
| 48    | 20 a 24 | 56    |
| 73    | 15 a 19 | 52    |
| 84    | 10 a 14 | 60    |
| 48    | 5 a 9   | 12    |
| 44    | 0 a 4   | 44    |

## Economia
El 2007 la població en edat de treballar era de 1.271 persones, 972 eren actives i 299 eren inactives. De les 972 persones actives 893 estaven ocupades (465 homes i 428 dones) i 79 estaven aturades (36 homes i 43 dones). De les 299 persones inactives 103 estaven jubilades, 104 estaven estudiant i 92 estaven classificades com a «altres inactius».

### Ingressos
El 2009 a Sainte-Colombe-lès-Vienne hi havia 902 unitats fiscals que integraven 1.939,5 persones, la mediana anual d'ingressos fiscals per persona era de 19.931 €.

### Activitats econòmiques
Dels 159 establiments que hi havia el 2007, 1 era d'una empresa extractiva, 5 d'empreses alimentàries, 4 d'empreses de fabricació de material elèctric, 2 d'empreses de fabricació d'altres productes industrials, 20 d'empreses de construcció, 18 d'empreses de comerç i reparació d'automòbils, 6 d'empreses de transport, 13 d'empreses d'hostatgeria i restauració, 3 d'empreses d'informació i comunicació, 7 d'empreses financeres, 8 d'empreses immobiliàries, 6 d'empreses de serveis, 57 d'entitats de l'administració pública i 9 d'empreses classificades com a «altres activitats de serveis».
Dels 38 establiments de servei als particulars que hi havia el 2009, 1 era una oficina de correu, 1 una oficina bancària, 1 taller de reparació d'automòbils i de material agrícola, 3 paletes, 4 guixaires pintors, 2 fusteries, 6 lampisteries, 2 electricistes, 3 perruqueries, 9 restaurants, 2 agències immobiliàries, 1 tintoreria i 3 salons de bellesa.
Dels 13 establiments comercials que hi havia el 2009, 1 era una botiga de més de 120 m², 1 una botiga de menys de 120 m², 4 fleques, 3 carnisseries, 1 una llibreria, 1 una botiga de roba i 2 floristeries.
L'any 2000 a Sainte-Colombe-lès-Vienne hi havia 5 explotacions agrícoles.

## Equipaments sanitaris i escolars
El 2009 hi havia 1 hospital de tractaments de curta durada i 1 ambulància.
El 2009 hi havia una escola elemental.

## Poblacions més properes
El següent diagrama mostra les poblacions més properes.